# ニンジャブレイド
『ニンジャブレイド』（NINJA BLADE）はフロム・ソフトウェアから発売されたアクションアドベンチャーゲーム。日本国外での発売はマイクロソフトが行う。
キャラクターデザインは中岡恵司、音楽は日比野則彦、アニメーション演出は川崎逸朗が担当。『METAL WOLF CHAOS』と世界観を共有する。

## 概要
忍者である主人公を駆使して壊滅してゆく東京で感染体と戦うアクションゲーム。倒壊した建造物が主な舞台であり、壁走りやワイヤーアクション等、地形の中にある様々なギミックを探し出し、活用することで入り組んだ進路を開いてゆく。それらも、「NINJA POWER」ゲージを消費して発動する「NINJA VISION」と言う特殊能力でそれら特殊アクションが使える地点を発見することができるため、立ち往生するケースを極力少なくしつつ、ギミックを見つけ出すアドベンチャーとしてのゲーム性を確保している。
物語の折々に「Quick Time Event」、略して“QTE”が挿入される。いわゆる“見せ場”に相当するところであり、物語の要所、ボスキャラクターへの「TODOME（とどめ）」等にカットインされる。画面上に指示される入力を正確に入力することで、普段のアクションパートではできないような派手なアクションシーンが展開される（失敗した場合は最初からやり直しor強制終了になる）。
戦闘も、小回りの利く「太刀」、広い攻撃範囲の「双剣」、一撃の重い「大剣」の3種類が個別のアクションで用意され、各種トリガーボタンの組み合わせで単純な操作で幅広い戦闘が可能となっている。また、コンボの最中にもQTEに派生するタイミングが存在し、うまく派生することができれば高い威力と派手なカットインが入る。忍者といえば忍術であるが、それらは3種類の効果を持った手裏剣という飛び道具に集約されており、簡便化されている。また、「NINJA VISION」発動中は自分以外の全てが低速化するため、敵の無防備な時間を狙って攻撃することが重要な当ゲームで忍者さながらの電光石火の殺陣を演じることができる。

## ストーリー
2011年、北アフリカで奇怪な生物が発見され、それらが持つ病原菌に感染したと思われる人間が施設へ収容された。検査の結果、「アルファ・ワーム」と名づけられた寄生虫が生物の遺伝子を改ざんし未知の生物へと変質されていることが判明する。間も無くして感染した者が全て凶暴な怪物と化し施設の人間へと襲い掛かった。潜伏期間の短さと爆発的な感染力をもつこの寄生虫を最早犠牲無しに抑えることは出来ず、国連によって核ミサイルが撃ち込まれ、付近一体は完全に消滅した。世情の混乱を避けるためにそれらは核実験施設の事故によるものと発表され、事態は収束したかに思えた。
しかし2015年8月12日。東京で突如、「アルファ・ワーム」感染者が確認された。感染は瞬く間に広がり始め、都心に未曾有のバイオハザードを引き起こす。このままでは感染者によって都市全体が壊滅するか、その前に東京一帯の生物が衛星兵器によるマイクロパルスレーザーによって皆殺しにされてしまう。首相の救援要請を受け、国連災害対応機関「GUIDE」が直ちに東京へと向かった。都市上空にて輸送機から颯爽と飛び降りる「GUIDE」のメンバー達。そして最後にケン・オガワが父から託された一振りの刀を手に、感染者が蠢く東京へと舞い降りた。

## 登場人物
ケン・オガワ（Ken Ogawa、小川剣）
本作の主人公。国連災害対応機関「GUIDE」の隊員であり、日系アメリカ人の忍者。どんな状況でも余裕を持って対応するのんびりとした性格。唯一「アルファ・ワーム」に対して抗体を持っており、幼少より特別な存在として過酷な忍の修行を受けてきた。実力は極めて高く、用途に応じた3種類の刀と忍術を使いこなし、LV5感染者である超巨大な怪物をも一人で打ち倒す。
カンベエ・オガワ（Kanbe Ogawa、小川勘兵衛）
GUIDE部隊のリーダーである最強の忍者にして、ケンの父親。自他共に厳しい性格で感情を滅多に表すことはない。東京で発生したアルファ・ワーム殲滅作戦の直前、ケンに謎の刀「NINJA BLADE」を託す。
盟友エージェント/マイケル・ウィルソンと共にGUIDE創設に関わっている。
クロウ・サカモト（Kuroh Sakamoto、坂本九郎）
GUIDEの隊員でケンとは共に忍者の修行を受けてきた幼馴染。アメリカ生まれの日本人。上昇志向が強く、尊大な自惚れ屋。しかしその性格が彼の実力を引き上げており、ケンに次ぐ存在として隊員の中で頭角を現している。
アンディ・ウォーカー（Andy Walker）
GUIDE隊員で輸送、偵察を担当するケンの相棒。気さくで人懐っこい部隊のムードメーカー。
エージェント/マイケル・ウィルソン（Agent Michael Wilson）
国連国際対策本部に任命されたアメリカ人にして、GUIDE創設者の一人。政治的駆け引きに優れ、生まれながらのリーダー気質を持つ正義漢。日本の総理大臣の救援要請を受け、東京で発生したアルファ・ワーム感染の被害を食い止めるため現地へ向かう。
カンベエに教わった「ジュージツ」は達人並の実力を持つ。なお彼はXboxで発売された同社のゲーム『METAL WOLF CHAOS』の主人公マイケル・ウィルソン・Jr.（大統領）の実の父親でもある。彼も妻と娘をテロで失い、身内は大統領のみである。